# Cornersville
Cornersville es un pueblo ubicado en el condado de Marshall en el estado estadounidense de Tennessee. En el Censo de 2010 tenía una población de 1.194 habitantes y una densidad poblacional de 73,64 personas por km².

## Geografía
Cornersville se encuentra ubicado en las coordenadas 35°22′31″N 86°52′44″O / 35.37528, -86.87889. Según la Oficina del Censo de los Estados Unidos, Cornersville tiene una superficie total de 16.21 km², de la cual 16.21 km² corresponden a tierra firme y (0%) 0 km² es agua.

## Demografía
Según el censo de 2010, había 1.194 personas residiendo en Cornersville. La densidad de población era de 73,64 hab./km². De los 1.194 habitantes, Cornersville estaba compuesto por el 95.39% blancos, el 2.26% eran afroamericanos, el 0.59% eran amerindios, el 0.25% eran asiáticos, el 0% eran isleños del Pacífico, el 0.42% eran de otras razas y el 1.09% pertenecían a dos o más razas. Del total de la población el 1.76% eran hispanos o latinos de cualquier raza.